# Bryrup
 Ikke at forveksle med Brørup.
Bryrup er en stationsby i Midtjylland med 1.628 indbyggere  (2024), beliggende i Bryrup Sogn mellem Silkeborg og Nørre Snede. Byen ligger i Silkeborg Kommune og hører til Region Midtjylland.
Bryrup ligger i en markant dal sammen med søerne Karlsø, Bryrup Langsø, Kvindsø, der afvandes af Bryrup Å til Kulsø, hvorfra den fortsætter som Lystrup Å til Salten Å. Omkring Bryrup Langsø er et fredet areal på 124 hektar med store lyngbakker.
I sin tid gik den nu nedlagte Horsens-Bryrup-Silkeborg Jernbane gennem byen. En 5 kilometer lang strækning til Vrads Station er dog bevaret og har siden 1969 været drevet som veteranjernbane, Veteranbanen Bryrup-Vrads. En cykel- og vandresti, Naturstien Horsens-Silkeborg, passerer igennem byen.
Europas største galleri, Midtjyllands Kunst Center, ligger i Bryrup.

## Historie
Bryrupgårde var navnet på 2 gårde i 1682. Det samlede dyrkede areal udgjorde 71,1 tønder land skyldsat til 9,51 tønder hartkorn. I tilknytning hertil lå Bryrup mølle. Endnu i 1879 blev forholdene beskrevet således: "Bryrup Kirke og i nærheden deraf Skolen".

### Stationsbyen
Horsens-Bryrup-banen blev åbnet den 23. april 1899. Bryrup blev ved århundredeskiftet beskrevet således: "Bryrup-Stationsby med Sparekasse (opr. 1862; 31/3 1900 var Spar. Tilgodeh. 44,401 Kr., Rentef. 4 pCt., Reservef. 4697 Kr., Antal af Konti 430), Forsamlingshus, Kro, Jærnbanest. (Endestation for Horsens-Bryrup Banen) og Telegrafst." Bryrup udviklede sig og fik blandt andet et par savværker. Bryrup stationsby havde i 1906 255 indbyggere, i 1911 254 og i 1916 366 indbyggere.
Både i mellemkrigstiden og efter 2. verdenskrig stagnerede byen: i 1921 havde den 398 indbyggere, i 1925 447, i 1930 415, i 1935 406, i 1940 418, i 1945 445, i 1950 501, i 1955 475, i 1960 440 indbyggere og i 1965 490 indbyggere. I 1930, da byen havde 415 indbyggere, var sammensætningen efter erhverv: 69 levede af landbrug, 192 af industri og håndværk, 41 af handel, 25 af transport, 12 af immateriel virksomhed, 20 af husgerning, 54 var ude af erhverv og 2 havde ikke angivet oplysninger.

## Billeder fra Bryrup
- Veteranbanens værksted ved holdepladsen
- BryrupHallen
- Hjørnehus ved Hovedgaden
- Bryrup Kirke